# Вторая Едома
Вторая Едома — опустевшая деревня в Красноборском районе Архангельской области. Входит в состав Пермогорского сельского поселения.

## География
Находится в юго-восточной части Архангельской области на расстоянии приблизительно 18 км на запад-северо-запад по прямой от административного центра района села Красноборск на левобережье реки Северная Двина.

## История
В 1859 году здесь (2 стан Сольвычегодского уезда Вологодской губернии) была учтена деревня Едома малая с 9 дворами.

## Население
Численность населения: 71 человек (1859 год), 0 как в 2002 году, так и в 2010 году.